# Die Notärztin
Die Notärztin ist eine deutsche Dramaserie. Die Erstausstrahlung der ersten Staffel erfolgte zwischen dem 13. Februar und dem 19. März 2024 bei Das Erste. Im Oktober 2024 wurde bekanntgegeben, dass 2025 eine zweite Staffel gedreht werden soll.

## Handlung
Notärztin Dr. Nina Haddad tritt auf der Feuerwache III in Mannheim ihren Dienst an. Sie rückt zusammen mit dem Notfallsanitäter Paul Raue zu verschiedenen Einsätzen aus. Oft verbirgt sich hinter den Einsätzen, die auf den ersten Blick lebensbedrohlich wirken, eine tiefgreifende menschliche Geschichte. Zum Team gehören auch der Feuerwehrmann Markus Probst, der Brandmeister Piotr Maszalek, und Feuerwehrfrau Billy Johannes. Gemeinsam mit ihnen durchlebt Nina zahlreiche spannende und emotional bewegende Momente.
Für Dr. Nina Haddad ist es eine Herausforderung, bei ihrer Arbeit emotionale Distanz zu bewahren, besonders am ersten Tag. Ein Einsatz führt sie zu einer Familie, bei der sie persönliche Erinnerungen an ihre eigene Kindheit wiederfindet. Obwohl das Umfeld der Feuerwehr für sie zunächst fremd ist, stellt sie schnell fest, dass sich hinter der Uniform und dem derben Humor ihrer Kollegen Menschen verbergen, die sich aufrichtig um das Wohl derjenigen kümmern, die ihre Hilfe suchen. Obwohl Nina von Natur aus eher eine Einzelgängerin ist, erkennt sie mit der Zeit, dass sie sich auf die Unterstützung ihrer Kollegen verlassen kann, sogar bei persönlichen Problemen.

## Besetzung
| Darsteller        | Rollenname      | Bemerkungen        |
| ----------------- | --------------- | ------------------ |
| Sabrina Amali     | Dr. Nina Haddad | Notärztin          |
| Max Hemmersdorfer | Markus Probst   | Feuerwehrmann      |
| Paul Zichner      | Paul Raue       | Notfallsanitäter   |
| Anna Schimrigk    | Billy Johannes  | Feuerwehrfrau      |
| Mark Zak          | Piotr Maszalek  | Brandmeister       |
| Vincent Krüger    | Netto           | Obdachloser        |
| Johannes Kienast  | Patrick Köster  | Wachbereichsleiter |
| Mila Voigt        | Emily Hagmann   | Tochter von Sandra |
| Janina Stopper    | Sandra Hagmann  | Mutter von Emily   |

## Episodenliste

### Staffel 1
| Nr. (ges.) | Nr. (St.) | Titel                     | Onlinepremiere  | TV-Premiere      | Regie       | Drehbuch                 | Zuschauer             |
| ---------- | --------- | ------------------------- | --------------- | ---------------- | ----------- | ------------------------ | --------------------- |
| 1          | 1         | Emily                     | 6. Februar 2024 | 13. Februar 2024 | Jan Haering | Jan Haering, Tina Thoene | 4,66 Mio. (18,0 % MA) |
| 2          | 2         | Der ganz normale Wahnsinn | 6. Februar 2024 | 20. Februar 2024 | Jan Haering | Jan Haering, Tina Thoene | 4,19 Mio. (16,6 % MA) |
| 3          | 3         | Zuhause                   | 6. Februar 2024 | 27. Februar 2024 | Jan Haering | Jan Haering, Tina Thoene | 3,43 Mio. (13,3 % MA) |
| 4          | 4         | Testosteron               | 6. Februar 2024 | 5. März 2024     | Jan Haering | Jan Haering, Tina Thoene | 3,93 Mio. (15,5 % MA) |
| 5          | 5         | Undank                    | 6. Februar 2024 | 12. März 2024    | Jan Haering | Jan Haering, Tina Thoene | 3,54 Mio. (13,3 % MA) |
| 6          | 6         | Hitze                     | 6. Februar 2024 | 19. März 2024    | Jan Haering | Jan Haering, Tina Thoene | 3,79 Mio. (15,1 % MA) |